# Apollo 10 1⁄2: A Space Age Childhood
Apollo 10½ o Apollo 10 ½: A Space Age Adventure (titulada en España Apolo 10½. Una infancia espacial) es una película de ciencia ficción animada estadounidense escrita, dirigida y producida por Richard Linklater. Está protagonizada por Glen Powell, Jack Black, Zachary Levi y Josh Wiggins. Partes de la película, que fue filmada en acción real, están animadas usando una técnica similar a la rotoscopia usada en Waking Life (2001) y A Scanner Darkly (2006). La película tiene lugar durante el aterrizaje lunar del Apolo 11 en 1969 y explora a los niños en las fantasías de la Tierra sobre el evento.

## Reparto
- Glen Powell
- Jack Black
- Zachary Levi
- Josh Wiggins
- Milo Coy
- Lee Eddy
- Bill Wise
- Natalie L'Amoreaux
- Jessica Brynn Cohen
- Sam Chipman
- Danielle Guilbot

## Producción
En febrero de 2018, se anunció que Richard Linklater dirigiría la película a partir de un guion que escribió. En julio de 2020, se anunció que Glen Powell, Jack Black, Zachary Levi, Josh Wiggins, Milo Coy, Lee Eddy, Bill Wise, Natalie L'Amoreaux, Jessica Brynn Cohen, Sam Chipman y Danielle Guilbot se habían unido al elenco de la película, distribuida por Netflix.
La fotografía principal comenzó en febrero de 2020 y concluyó en marzo de 2020. Linklater pasó gran parte del tiempo editando la película durante la pandemia de COVID-19.